# Mandeudstilling 1976
 Der er for få eller ingen kildehenvisninger i denne artikel, hvilket er et problem. Du kan hjælpe ved at angive troværdige kilder til de påstande, som fremføres i artiklen.

Mandeudstillingen 1976 var arrangeret af en gruppe mænd. Udtillingen handlede om mænds livsvilkår,
arbejde, kærlighed, børn m.m.
Den var opbygget som en kollektiv udstilling med installationer, fotos og temarum. Udstillingens indgang er berømt. Den var en livmoder, hvor gæsterne blev født ind i en kold, neonoplyst verden. Udstillingens afslutning var et valg mellem at åbne en dør med otte håndtag sammen med andre, eller at kravle gennem en kiste.
Udstllingen havde 40.000 gæster og vakte megen opsigt og var den første mandemanifestation i en tid, hvor kvinder og kvindekamp blev eksponeret voldsomt.
Udstillingen fandt sted i september og oktober måned.